# Villalfonsina
Villalfonsina è un comune italiano di 876 abitanti della provincia di Chieti in Abruzzo facente parte dell'unione dei comuni dei Miracoli.

## Storia
Le origini di Villalfonsina sono incerte e fonte di discussione. Tuttavia alcuni testi affermano che il paese sia stato fondato nel XVI secolo dal feudatario Alfonso Caracciolo principe di San Buono e barone di Casalbordino. Altre fonti asseriscono invece che il paese sia stato fondato dagli Schiavoni approdati con mezzi di fortuna sul fiume Osento fuggiti dalla penisola balcanica spinti dall'avanzata turca in cerca di terre più ospitali. In quel periodo la zona era sotto il feudo dei d'Avalos di Vasto che vi possedevano un palazzo circondato da casolari di coloni e servi, per cui la popolazione fu assoggettata al servizio dei suoi averi. Di tale
insediamento ne resterebbe una traccia nella parrocchia, che ha un campanile a cupola bulbiforme, architettura tipica della sponda orientale
dell'Adriatico. Anche altri centri della zona come Cupello sembrano essere stati interessati da questa immigrazione: infatti, è risaputo che la presenza di insediamenti slavi tra il chietino e il basso Molise fu assai cospicua.

### Simboli
Lo stemma e il gonfalone del comune di Villalfonsina sono stati concessi con decreto del presidente della Repubblica del 22 maggio 2002.

## Monumenti e luoghi d'interesse
- Il Borgo antico. L'origine del borgo è ignota. Le case sono disposte a pettine su ambo i lati del crinale su cui vi è l'asse viario principale (Corso Adriatico) che all'altezza della chiesa di Santa Maria della Neve l'asse mediano viene tagliato in due: Via del Pozzo e Via Del Forno. Le case site sull'asse principale sono monofamiliari spesso collegate tra di loro da sotto-portici, cortiletti, disimpegni e scalinate esterne (localmente detti Brancatelli) con delle epigrafi sei-settecentesche. Tra l'altro vi sono: un portale bugnato in pietra scolpita risalente al 1849 e i palazzi di alcune famiglie: Cinosi, Salerni, Gizzi e Di Risio ammodernati nel XIX secolo in stile neoclassico.[6]

- Chiesa Parrocchiale di Santa Maria della Neve. È sita in Piazza Roma. Il primo impianto forse è precedente al XVII secolo con trasformazioni al secolo successivo, tuttavia la prima citazione è del 1742 nelle stime della famiglia d'Avalos, le opere d'arte site all'interno sono dello stesso periodo tranne un dipinto che pare provenire da un'altra zona. Il dicromatismo della torre campanaria è creato in frammenti di laterizio ed arenaria. Il campanile, inoltre consta di monofore. La tettoia del campanile è a cipolla. La facciata è suddivisa in tre registri mediante due lesene. Il portale è sormontato da un timpano sovrastato da una grande finestra con cornice mistilinea. Il frontone superiore è curvo e spezzato. Oltre i dipinti all'interno vi sono degli stucchi ricoperti da pitture. L'interno è a navata unica.[7]

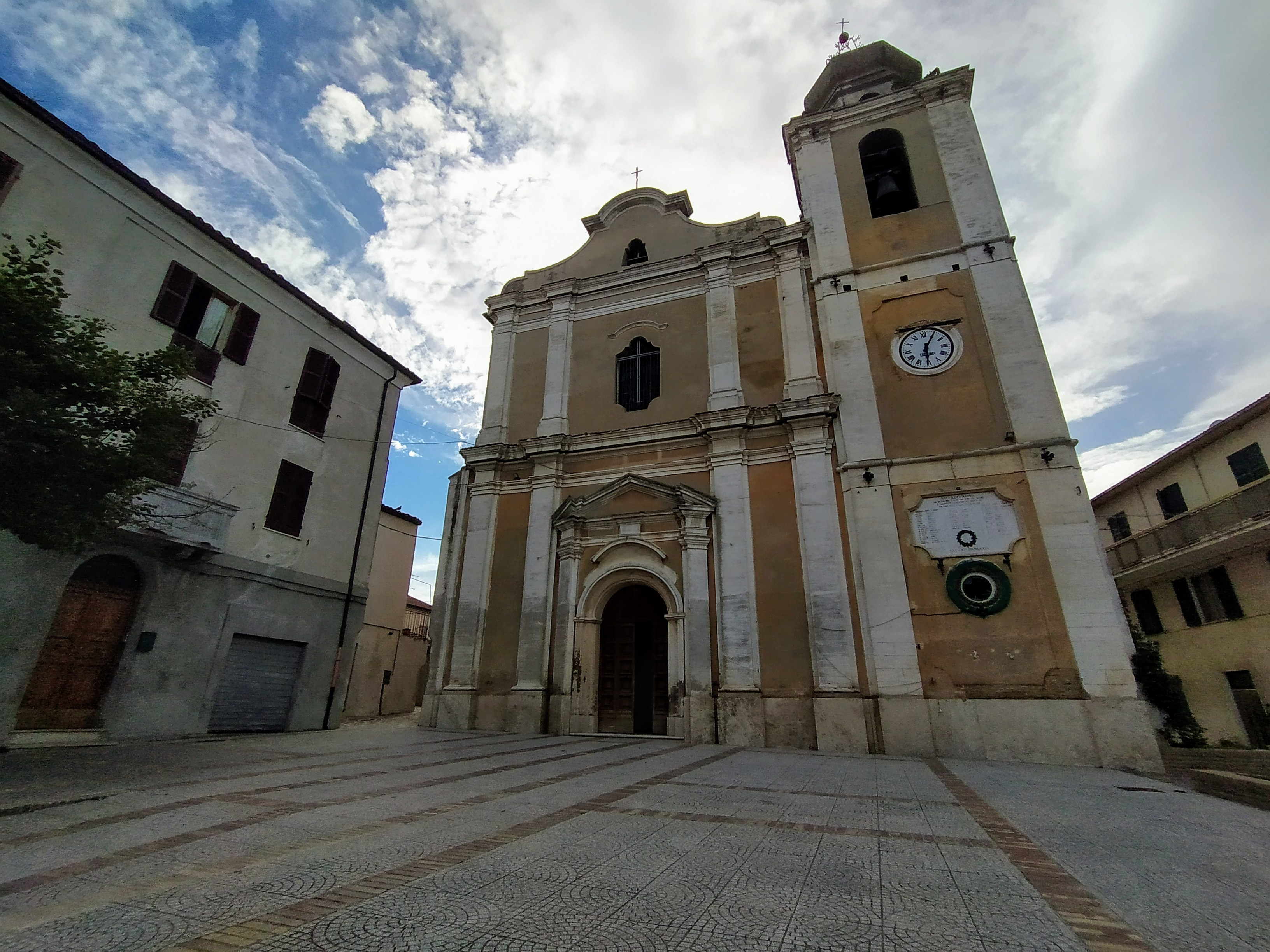
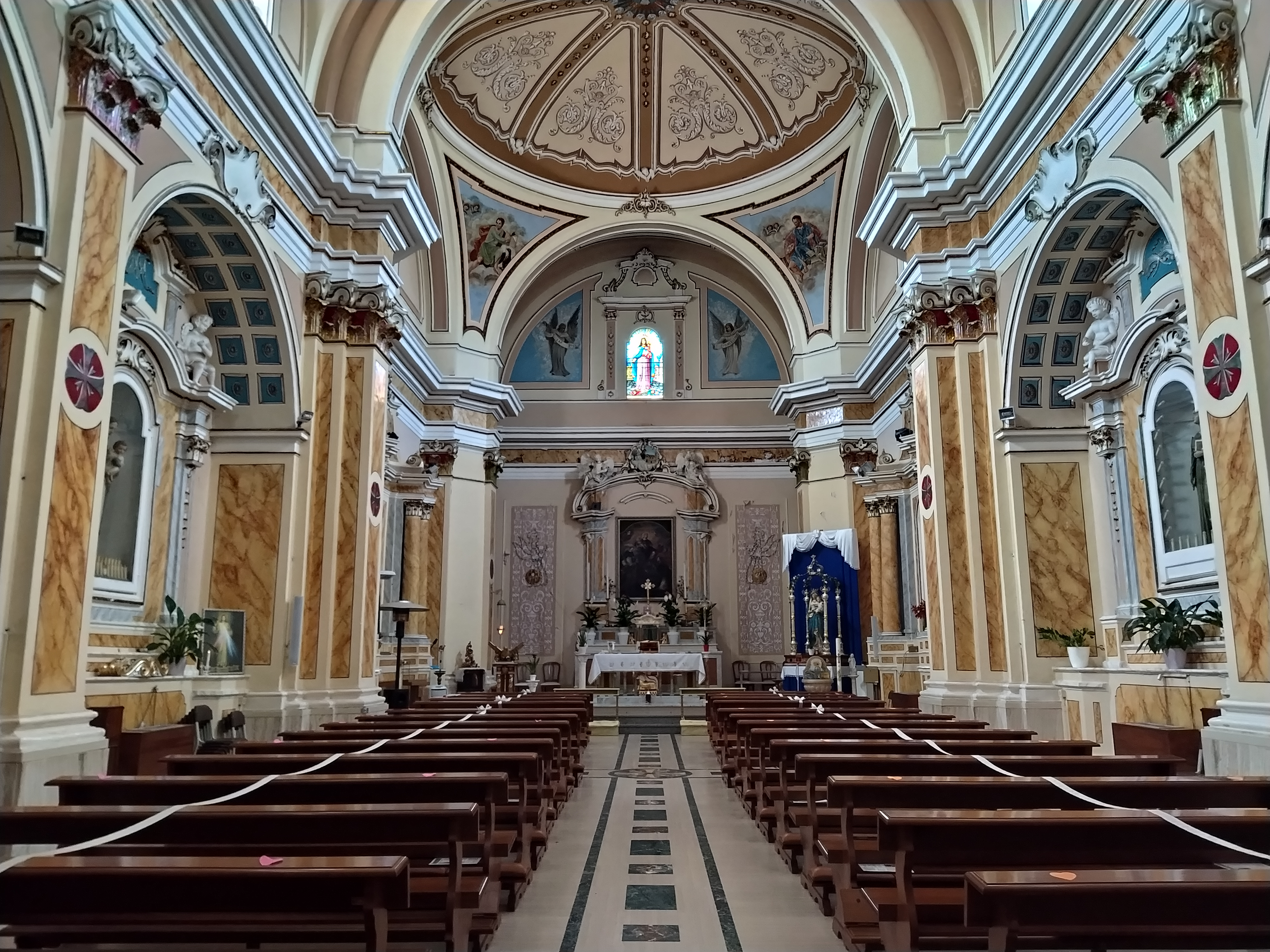

- Fontana ottocentesca. È sita in largo della Fontana presso ov'era la chiesa di San Rocco oggi non più esistente. Fu costruita nel XIX secolo o nei primi decenni del XX secolo. È del tipo fontana a chiosco. È a pianta poligonale. Le facciate constano di archi a tutto sesto, uno per facciata, contornati da lesene con capitelli dorici. Superiormente è sormontata da un tamburo anch'esso poligonale. È realizzata in mattoni. Il corpo centrale è la fonte vera e propria utilizzata anche come lavatoio.[8]

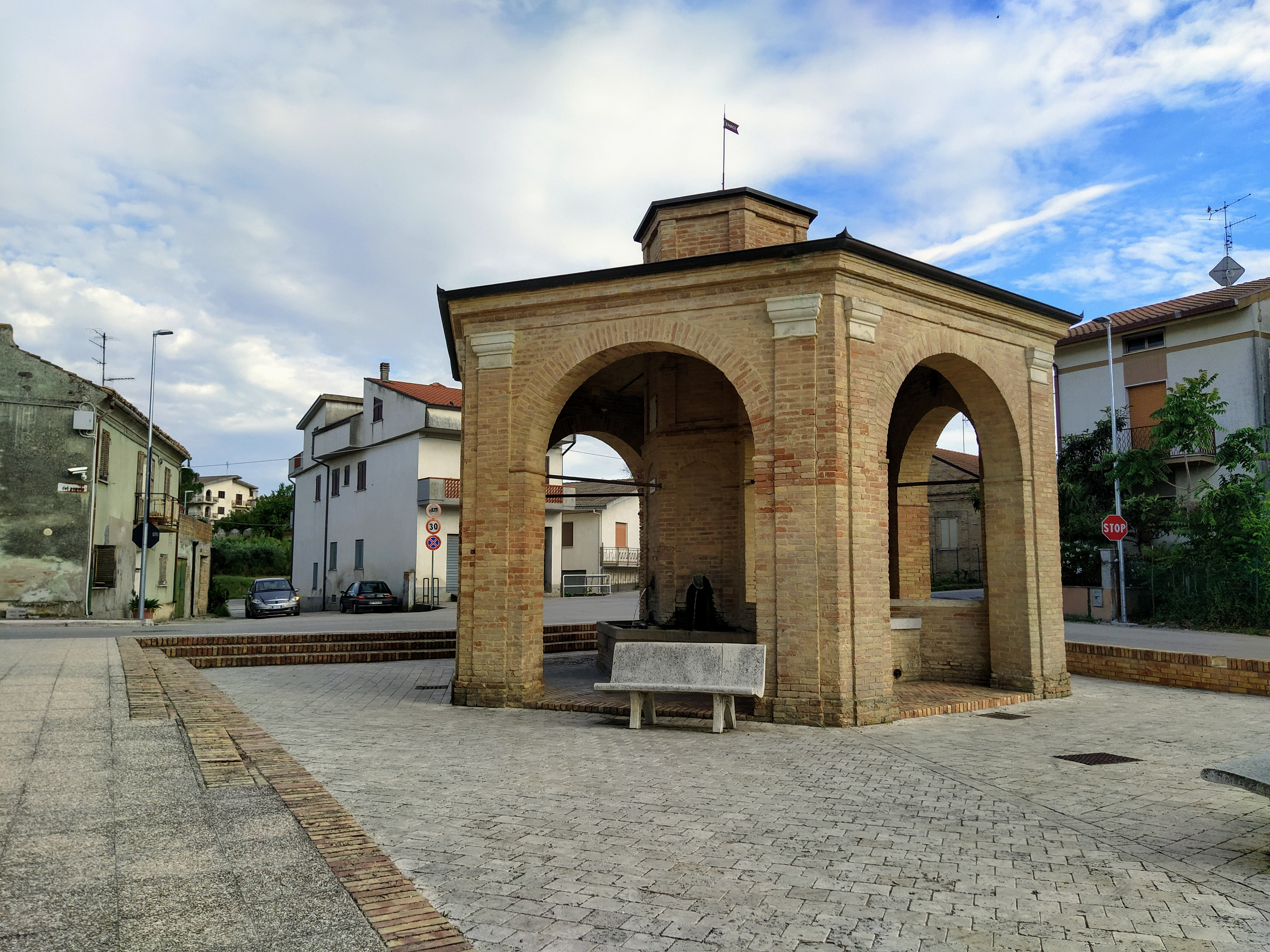
Fontana ottocentesca

- Santuario della Madonna del Buonconsiglio: sita in località Ripari, la chiesa è in mattoni a vista, a capanna con tetto spiovente.

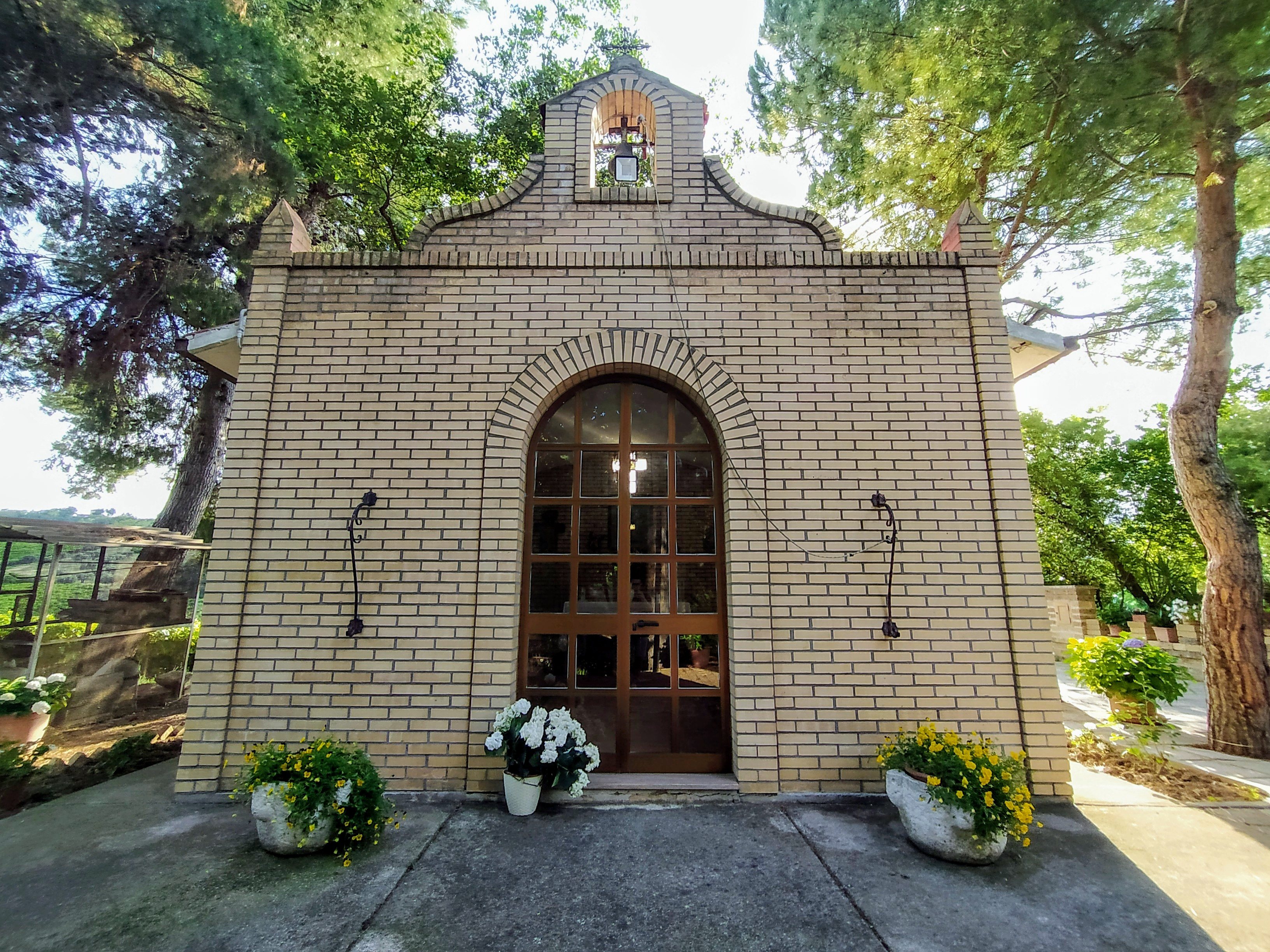
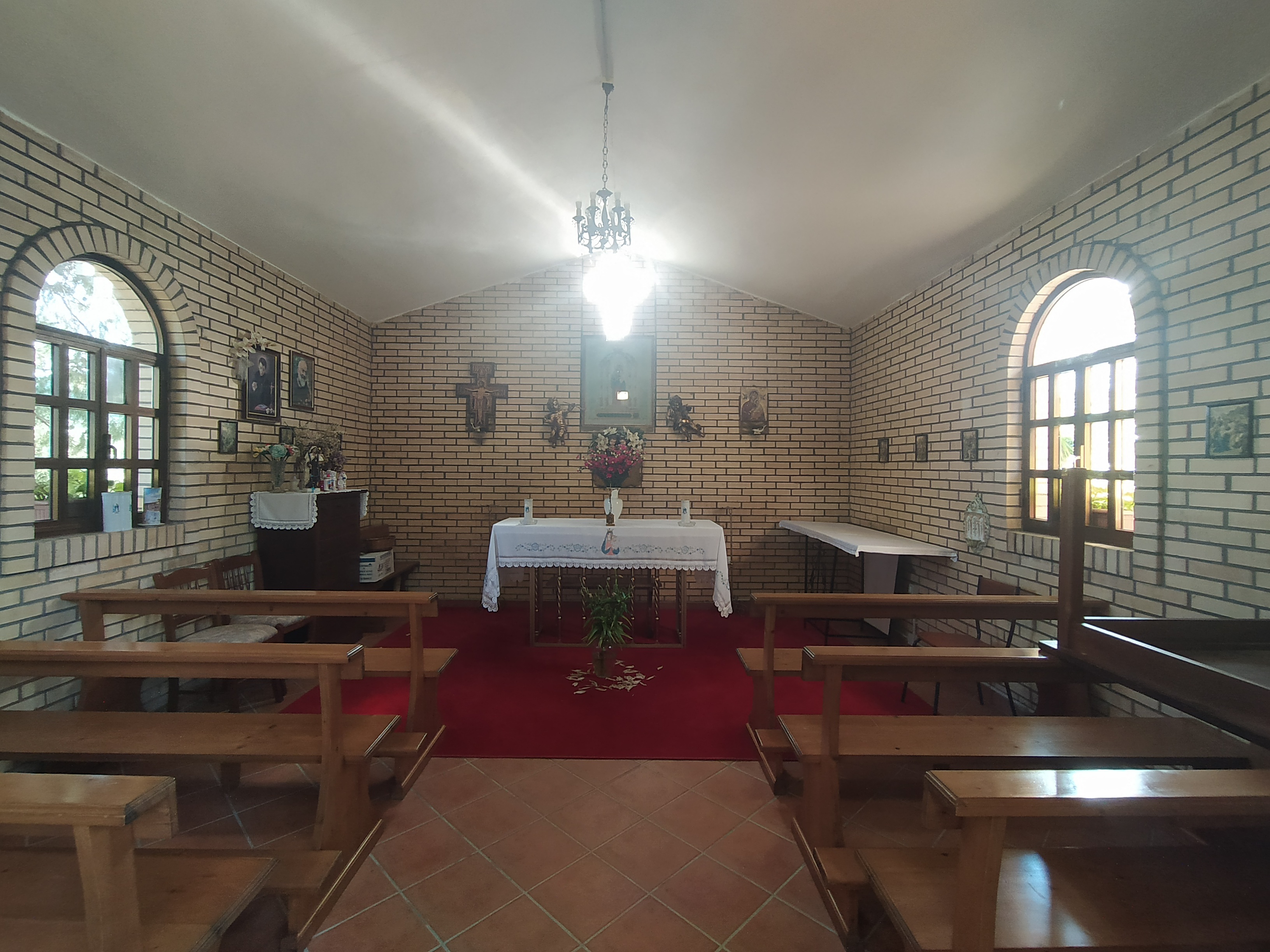

- Villa Amalia. Villa fatta costruire dalla Famiglia Adami intorno alla fine del Cinquecento della quale ultimo esponente era il Signore Giovanbattista Adami Principe di Pacentro, nobile Napolitano caduto poi in disgrazia perché filoborbonico. Tale costruzione detta "casino" tipica costruzione su pianta quadrata ospitò diverse personalità illustri tra i quali anche un Papa. Fu ricevuta in eredità, a fine Ottocento da quattro discendenti del Monsignor Adami (tra i quali un prete Don Angelo Molisani da Casalbordino) che lo vendettero nel 1909, unitamente al titolo Cavalleresco e alla proprietà terriera della metà del colle posta a nord che finisce sul mare Adriatico al Cavaliere Don Umberto Del Re, nobile Napolitano e patrizio di Pollutri che la intitolò alla sua nobile consorte Donna Amalia Pecorari da Crecchio. Villa Amalia fu però teatro di un tragico destino che interessò il suo nuovo proprietario il quale morì in un tragico incidente tra l'automobile condotta dal suo autista e un treno della "Sangritana" prima della seconda guerra mondiale. Attualmente il fregio della "Villa Amalia" con il vecchio nome "Villa Adami" è "utilizzato" dalla cantina sociale Madonna dei Miracoli di Casalbordino per identificare uno dei più pregiati vini d'Abruzzo.

## Società

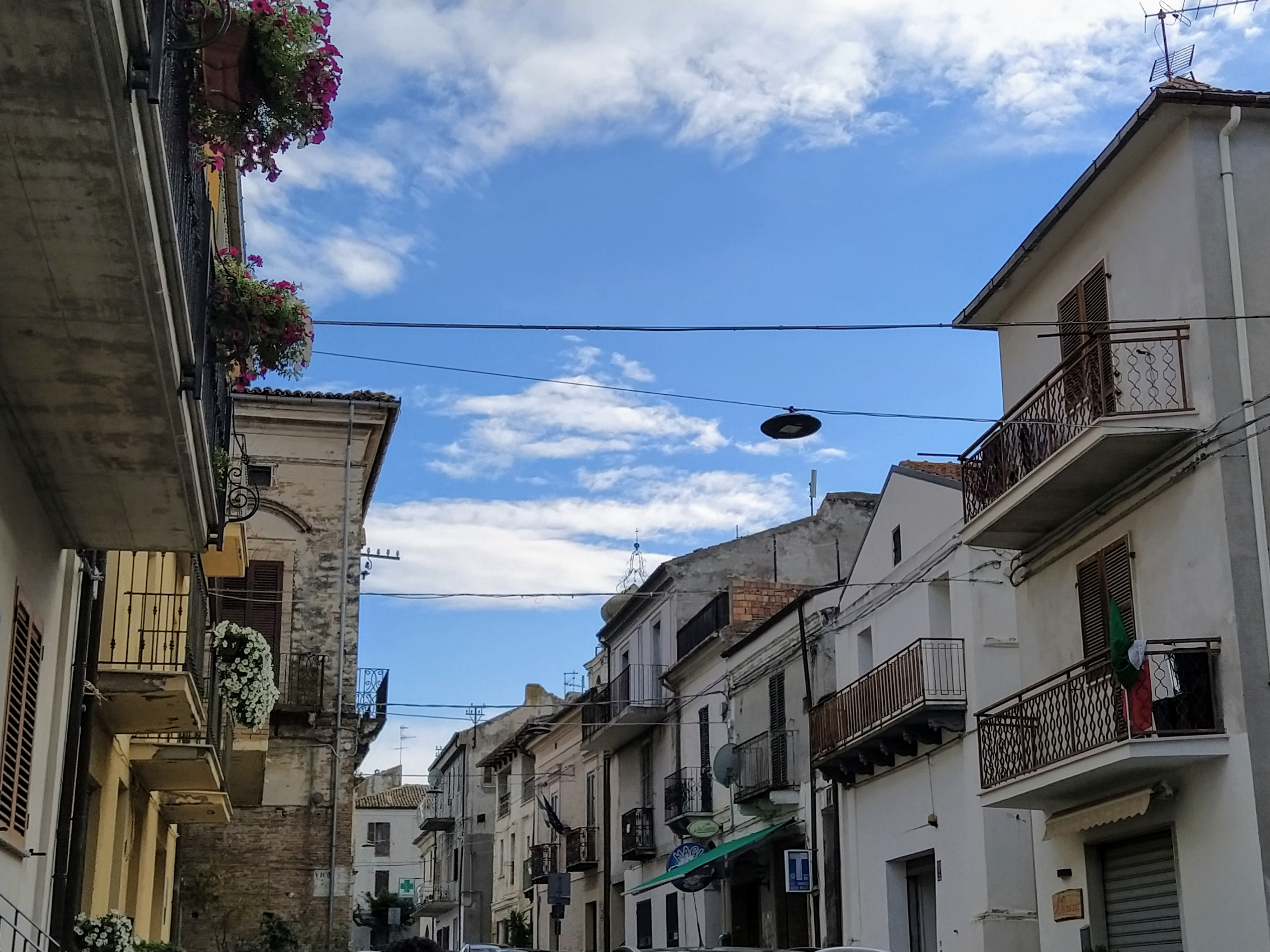
Corso Adriatico, principale asse viario del borgo

### Evoluzione demografica
Abitanti censiti

## Amministrazione
| Periodo        | Periodo        | Primo cittadino    | Partito | Carica  | Note          |
| -------------- | -------------- | ------------------ | --- | ------- | ------------- |
| 23 aprile 1995 | 13 giugno 2004 | Giovanni Sallese   | Lista civica di centro-sinistra                                                                                                   | Sindaco | [ 10 ] [ 11 ] |
| 14 giugno 2004 | 7 giugno 2009  | Nicoletta D'Ortona | Lista civica | Sindaco | [ 12 ]        |
| 8 giugno 2009  | in carica      | Mimmo Budano       | Lista civica di centro-destra Villalfonsina nel cuore (2009-2014) Lista civica di centro-destra Villalfonsina di tutti (dal 2014) | Sindaco | [ 1 ] [ 13 ]  |